# ビル・ハードマン
ビル・ハードマン（Bill Hardman、1933年4月6日 - 1990年12月6日）は、主にハード・バップを演奏したアメリカのジャズ・トランペット奏者、フリューゲルホルン奏者。彼はロゼリンと結婚し、ナデージュという娘がいる。

## 略歴
ハードマンはオハイオ州クリーブランドで生まれ育ち、ボビー・フューやボブ・カニンガムなどの地元の演奏家と共演した。高校時代にはタッド・ダメロンと共演し、卒業後はタイニー・ブラッドショウのバンドに参加した。ハードマンの最初のレコーディングは1956年にジャッキー・マクリーンと共演したもので、後にチャールズ・ミンガス、アート・ブレイキー・アンド・ジャズ・メッセンジャーズ、ホレス・シルヴァー、ルー・ドナルドソンと共演し、ジュニア・クックとグループを率いた。ハードマンはリーダーとしてもレコーディングした。サヴォイ・レーベルで発表したアルバム『セイイング・サムシング』はジャズ界においては批評家から高い評価を受けたが、一般にはほとんど知られていなかった。ハードマンは数十年の間にアート・ブレイキーのジャズ・メッセンジャーズに3回在籍したが、ブルーノート録音で人気があった頃のメッセンジャーズに所属できなかったのは不運だった。ブレイキーは時折、ハードマンが無伴奏で長いコーラスを演奏する場面をフィーチャーしている。
1990年、脳出血のため、57歳でフランスのパリにて亡くなった。

## 演奏スタイルと遺産
素晴らしいテクニック、鮮明なアーティキュレーション、飾り気のないサウンドを持つ、パチパチとしたハード・バップ奏者だったハードマンは、後にクリフォード・ブラウンのより豊かで外向的なロマンティックな情熱をサウンドに取り入れていた。これは、1960年代後半から1970年代にかけて彼がますます追求する方向性であった。彼は、ドナルド・バード、フレディ・ハバード、リー・モーガンなど、多くの同僚のように商業的に成功することはなかったが、概して当時のハード・バップの巨匠のトップクラスに数えられている。

## ディスコグラフィ

### リーダー・アルバム
- 『セイイング・サムシング』 - Saying Something (1961年、Savoy)
- Home (1978年、Muse)
- Focus (1980年、Muse)
- Politely (1981年、Muse)
- What's Up (1989年、SteepleChase)

### ザ・ブラス・カンパニー
- 『カラーズ』 - Colors (1975年、Strata-East)[4]

### 参加アルバム
デイヴ・ベイリー
- 『トゥー・フィート・イン・ザ・ガター』 - 2 Feet in the Gutter (1961年、Epic)

アート・ブレイキー
- 『ハード・バップ』 - Hard Bop (1956年、Columbia)
- 『ドラム組曲』 - Drum Suite (1957年、Columbia)
- 『プレイ・ラーナー・アンド・ロウ』 - Selections from Lerner and Loewe's... (1957年、Vik)
- 『タフ』 - Tough! (1957 [1966年、Cadet])
- 『チュニジアの夜』 - A Night in Tunisia (1957年、Vik)
- 『キュー・バップ』 - Cu-Bop (1957年、Jubilee)
- 『リチュアル』 - Ritual: The Modern Jazz Messengers (1957年、Pacific Jazz)
- 『ア・ミッドナイト・セッション・ウィズ・ザ・ジャズ・メッセンジャーズ』 - A Midnight Session with the Jazz Messengers (1957年、Elektra)
- 『アート・ブレイキーズ・ジャズ・メッセンジャーズ・ウィズ・セロニアス・モンク』 - Art Blakey's Jazz Messengers With Thelonious Monk (1957年、Atlantic)
- 『ハード・ドライヴ』 - Hard Drive (1957年、Bethlehem)
- 『アート・ブレイキー・ビッグ・バンド』 - Art Blakey Big Band (1957年、Bethlehem)
- Moanin' Live (Laserlight) ※1968年録音
- 『アート・ブレイキーズ・ジャズ・メッセンジャーズ'70』 - Jazz Messengers '70 (1970年、Catalyst)
- 『イン・ウォークト・ソニー』 - In Walked Sonny (1975年、Sonnet) ※with ソニー・スティット
- 『ニュー・ワールド』 - Live! Vol. 1 (1974年、Trip) ※1968年録音
- 『バックギャモン』 - Backgammon (1976年、Roulette)
- 『オリジナリー』 - Originally (1982年、Columbia) ※1956年録音

ウォルター・ビショップ・ジュニア
- Hot House (1979年、Muse)

ジュニア・クック
- Good Cookin'  (1979年、Muse)

ルー・ドナルドソン
- 『サニー・サイド・アップ』 - Sunny Side Up (1960年、Blue Note)
- 『ポッサム・ヘッド』 - Possum Head (1964年、Argo)
- Musty Rusty (1965年、Cadet)
- 『フライド・バザード』 - Fried Buzzard (1965年、Cadet)

チャールズ・アーランド
- Infant Eyes (1979年、Muse)
- Pleasant Afternoon (1981年、Muse)

カーティス・フラー
- 『クランキン』 - Crankin'  (1971年、Mainstream)
- 『スモーキン』 - Smokin'  (1972年、Mainstream)

ベニー・ゴルソン
- 『マジック・ステレオ』 - Pop + Jazz = Swing (1961年、Audio Fidelity)

エディ・ジェファーソン
- 『カム・アロング・ウィズ・ミー』 - Come Along with Me (1969年、Prestige)

ロニー・マシューズ
- Legacy (1979年、Bee Hive)

ジャッキー・マクリーン
- 『ジャッキーズ・パル』 - Jackie's Pal (1956年、Prestige)
- 『マクリーンズ・シーン』 - McLean's Scene (1956年、New Jazz)
- 『ジャッキー・マクリーン&カンパニー』 - Jackie McLean & Co. (1957年、Prestige)

ジミー・マクグリフ
- 『ムーヴィン・アップサイド・ザ・ブルース』 - Movin' Upside the Blues (1982年、JAM)

チャールズ・ミンガス
- 『ジャズ&ポエトリー』 - A Modern Jazz Symposium of Music and Poetry (1957年、Bethlehem)

ハンク・モブレー
- 『ハンク・モブレー』 - Hank Mobley (1957年、Blue Note)

ヒューストン・パーソン
- Wild Flower (1977年、Muse)

ミッキー・タッカー
- Sojourn (1977年、Xanadu)

スティーヴ・トゥーレ
- Viewpoints and Vibrations (1987年、Stash)

マル・ウォルドロン
- 『マル-2』 - Mal 2 (1957年、Prestige) ※with ジョン・コルトレーン

ルーベン・ウィルソン
- 『ザ・スウィート・ライフ』 - The Sweet Life (1973年、Groove Merchant)

ドド・マーマローサ
- Dodo Marmarosa - The Chicago Sessions (1961-1962) (1962年、Argo Jazz)